# 다람이
샌디 칙스(영어: Sandy Cheeks)는 《네모바지 스폰지밥》의 등장인물이다. 대한민국에서는 다람이 또는 파다라고 한다.

## 캐릭터 소개
다람이는 미국 텍사스주 출신의 암컷 다람쥐이다. 대한민국에서 성우는 최덕희, 우정신이 연기했다. 직업은 과학자이자 발명가이며, 생년월일은 1985년 11월 17일이다. 쿨하고 터프한 성격으로 일본의 무술인 가라데를 좋아하는데, 이렇게 보면 다람이도 스폰지밥과 비슷한 아시아식 정서와 라틴 아메리카식 정서(중화민국, 홍콩, 멕시코)를 가졌으며, 함께 가라데를 하기도 한다. 주인공인 스폰지밥보다 머리가 좋으며, 둘이 친한 관계이다. 가끔 고향이 그리울 때 눈물을 보이기도 한다. 바다에서는 호흡이 불가능하기 때문에 우주복과 비슷한 형태의 잠수복을 입고 있으며 산소로 가득 차고 분홍색 꽃이 얹어져 있는 둥근 유리 모자를 쓰고 있다. 다람이는 육지의 공기가 들어 있는 이글루 형태의 투명한 돔에서 살고 있다. 돔 내부에는 잔디가 자라고 있으며 쳇바퀴와 피크닉 테이블, 그리고 중앙에는 커다란 나무집이 있다. 돔에는 산소가 있기 때문에 스폰지밥과 뚱이를 포함한 다른 해양 생물들은 물이 담긴 유리 모자를 쓰고 들어가야 한다. 겨울철에는 다람쥐의 습성에 따라 겨울잠을 잔다.(하지만 실제 동물은 청설모이기 때문에 결코 자는 일은 없다.) 물론 잘못 건드리면 매우 사나워지나, 스폰지밥에게 잘 해주는 캐릭터 중 하나이다. 징징이는 다람이에게 꼼짝 못할 때도 있는데, 가끔 징징이에게 설득이 통하는 캐릭터 중 하나이다.

## 다른 캐릭터와의 관계

### 스폰지밥
뚱이와 같이 친구이며, 스폰지밥이 뚱이 다음으로 친하게 여기는 친구이다. 함께 가라데도 하며, 서로 만날 때는 중요한 임무를 하기도 한다. 《네모바지 스폰지밥》 시즌 6의 123~124화 스폰지밥 냉동고 탈출작전에서는 스폰지밥(스폰지송)과 결혼식을 올리는 장면이 나오기도 한다.

### 뚱이
스폰지밥(스폰지송) 다음으로, 친한 관계이다. 귀찮게 생각하기 나름이며, 스폰지밥처럼 아껴준다.

### 래리
끈끈이 호수에서 만나는 관계이며, 운동 실력이 비슷하다. 스폰지밥보다 더 친하게 지내는 구석이 있다.

### 플랑크톤
스폰지밥과는 달리 관계가 깊지는 않으나, 같은 과학적 능력을 가져서 잠시 협조하기도 하였다.이후 플랑크톤에게 속아 게살버거 비법을 빼앗겨 버릴 뻔 하였지만, 되찾았다.

### 집게사장
플랑크톤과 마찬가지로 친한 편은 아니지만 집게리아의 게살버거를 좋아한다. 플랑크톤이 집게사장 몰래 집게리아에 들어와 게살버거 레시피를 훔치려고 할 때 자신의 도구를 이용해 저지한 적도 있다.

### 징징이
스폰지밥과는 달리 자주 만나는 편은 아니지만 무술(태권도)를 가르쳐 준 적이 있다.

## 같이 보기
- 네모바지 스폰지밥
- 다람쥐